# Alicia McConnell
Pour les articles homonymes, voir McConnell.
Alicia McConnell, née en 1962, est une joueuse de squash représentant les États-Unis. Elle domine le squash américain dans les années 1980 avec sept titres de championne des États-Unis de 1982 à 1988 et également sept titres au tournoi Carol Weymuller Open, un des plus importants tournois américains. Elle est intronisée au Temple de la renommée du squash américain en 2000.

## Biographie
Elle apprend le squash avec Carol Weymuller au club the Height’s Casino à Brooklyn. Elle remporte deux titres en moins de dix-sept ans et trois titres juniors. Pendant l'hiver 1982, en un mois, elle remporte le titre junior, le titre inter-collège et le titre senior.
Elle participe à trois championnats du monde en 1983, 1987 et 1990.
Après sa retraite sportive, elle est capitaine de l'Équipe des États-Unis féminine de squash pendant quatre années et dirige la section squash au club Height’s Casino. Elle travaille ensuite pour le comité olympique des États-Unis.

## Palmarès

### Titres
- Carol Weymuller Open : 7 titres (1980-1986)
- Championnats des États-Unis : 7 titres (1982-1988)